# Bầu cử tổng thống Sénégal 2024
Cuộc bầu cử tổng thống được tổ chức tại Sénégal vào ngày 24 tháng 3 năm 2024. Tổng thống đương nhiệm Macky Sall không đủ điều kiện để tranh cử nhiệm kỳ thứ ba do giới hạn nhiệm kỳ trong Hiến pháp Sénégal.